# Bolechowo (Grande-Pologne)
Pour les articles homonymes, voir Bolechowo.
Bolechowo (prononciation : [bɔlɛˈxɔvɔ], en allemand : Bolchau) est un village polonais de la gmina de Czerwonak dans le powiat de Poznań de la voïvodie de Grande-Pologne dans le centre-ouest de la Pologne.
Il se situe à environ 8 kilomètres au nord de Czerwonak (siège de la gmina) et à 16 kilomètres au nord de Poznań (siège du powiat et capitale régionale).

## Histoire
De 1975 à 1998, le village faisait partie du territoire de la voïvodie de Poznań.

Depuis 1999, Bolechowo est situé dans la voïvodie de Grande-Pologne.
Le village possède une population de 295 habitants en 2014.